# Comitato Olimpico della Guyana
Il Comitato Olimpico Guyanese (noto anche come Guyana Olympic Association in inglese) è un'organizzazione sportiva guyanese, nata nel 1935 a Georgetown.
Rappresenta questa nazione presso il Comitato Olimpico Internazionale (CIO) dal 1948 ed ha lo scopo di curare l'organizzazione ed il potenziamento dello sport in Guyana e, in particolare, la preparazione degli atleti guyanesi, per consentire loro la partecipazione ai Giochi olimpici. L'associazione è, inoltre, membro dell'Organizzazione Sportiva Panamericana.
L'attuale presidente dell'organizzazione è Juman Yassin, mentre la carica di segretario generale è occupata da Ivor E. O'Brien.